# Eisarena Salzburg
Eisarena Salzburg je multifunkční stadion postavený v Salcburku v roce 1960. Je to domácí stadion pro EC Red Bull Salzburg, hokejový klub hrající Erste Bank Ice Hockey League a DEC Salzburg Eagles, salcburský ženský hokejový klub, který soutěží v nejvyšší ženské lize a Elite Women Hockey League.
Současnou Eisarenu navrhl architekt Heinz Hochhäusl v salcburském Volksgarten. V letech 2002 a 2003 byla s pomocí hlavního sponzora hokejového klubu EC Red Bull Salzburg Red Bull GmbH a jejich patrona Dietricha Mateschitze provedena přeměna na víceúčelovou halu. Hala je 80 metrů široká, 60 metrů vysoká a 13,5 metrů vysoká. Nabízí prostor pro 3 500 návštěvníků při hokejových zápasech, ale také až 6 800 při jiných akcích. Arena má dvě kluziště o rozloze 3 600 metrů čtverečních, z nichž jedna je venku.